# Gryson NV
De firma Gryson NV startte in 1984 met de productie van roltabak in Reninge. Na verschillende uitbreidingen en overnames nam Japan Tobacco het grootste deel over in 2012. Door besparingen en nieuwe regelgeving sloot het bedrijf toch in 2014.

## Geschiedenis
In 1984 begon de familie Gryson-Vandemerghel in Reninge met de productie van roltabak in hun ouderlijk huis. Kort daarna verhuisde de firma naar Ieper in 1986. Vervolgens namen ze de firma Covermaker uit Klerken over en vestigden ze zich in Houthulst. Daarna namen ze in 1991 de firma D'Heyghere uit Menen over.
In 2003 produceerde de firma 1 000 000 kg tabak per jaar. Daarvan ging ongeveer de helft naar de Franse markt. België, Luxemburg, Duitsland, Groot-Brittannië, Spanje en de Oostbloklanden zijn de andere grote afzetmarkten. In datzelfde jaar besloten ze ook om de firma Arvic in Wervik over te nemen. Daardoor kwam er nog ongeveer 250 000 tot 300 000 kg productiecapaciteit bij.
Door onder andere de groeimogelijkheden die Arvic bood, was de omzet in 2008 87 445 000 euro. Goed voor ongeveer 3 miljoen kg verkochte tabak. Er werkten toen ongeveer 150 mensen bij de firma voor productie, administratie en verkoop samen.
In 2012 werd de firma overgenomen door Japan Tobacco om weerstand te bieden aan de grote sigarettenmerken die ook op roltabak begonnen in te zetten. Maar in 2014 werd de fabriek toch gesloten door grote besparingen bij Japan Tobacco ondanks de plannen voor grote uitbreidingen; Er stonden namelijk investeringen van 20 miljoen euro op het programma voor de West-Vlaamse firma. Voornamelijk door de strengere Europese richtlijnen en regels over de ingrediënten, verpakking, rapporteringseisen en gezondheidswaarschuwingen op de verpakking werd verwacht dat de innovatie weinig zou opleveren en de fabriek niet meer rendabel zou zijn.
De sigarenfabriek in Zwevegem-Moen bleef wel nog in de handen van Gryson NV met de bedoeling om hun marktaandeel in de sigarenproductie te vergroten. Daarnaast blijft heel de miljonairsfamilie Vandermarliere actief in de Belgische tabaks- en bredere bedrijfwereld.